# Liste der Länderspiele der deutschen Arbeiter-Feldhandballnationalmannschaft
Diese Liste enthält Feldhandballspiele der deutschen Feldhandballnationalmannschaft der Arbeiter, die vom Arbeiter-Turn- und Sportbund als offizielle Länderspiele anerkannt sind.

## Legende
Dieser Abschnitt dient als Legende für die nachfolgenden Tabellen.
- A = Auswärtsspiel
- H = Heimspiel
- * = Spiel an neutralem Ort
- AO = Arbeiterolympiade
- grüne Hintergrundfarbe = Sieg der deutschen Mannschaft
- rote Hintergrundfarbe = Niederlage der deutschen Mannschaft

## Liste der Spiele
| Nr. | Datum         | Ergebnis     | Gegner     |   | Austragungsort    | Anlass                | Bemerkungen                  |
| --- | ------------- | ------------ | ---------- | - | ----------------- | --------------------- | ---------------------------- |
| 01 | 25. Juli 1925 | 12:02        | Belgien    | H | Frankfurt am Main | AO-Vorrunde           | 1. Länderspiel der Deutschen |
| 02 | 26. Juli 1925 | 04:02        | Schweiz    | H | Frankfurt am Main | AO-Schlußspiel        |                              |
| 03 | 2. Apr. 1926  | 08:01 (05:0) | Schweiz    | H | Leipzig           |                       |                              |
| 04 | 24. Mai 1926  | 06:05 (03:3) | Schweiz    | A | Zürich            |                       | Erstes Auswärtsspiel         |
| 05 | 9. Juli 1926  | 14:00 (5:0)  | Polen      | * | Wien              |                       |                              |
| 06 | 11. Juli 1926 | 07:02 (05:1) | Österreich | A | Wien              |                       |                              |
| 07 | 1. Aug. 1926  | 05:01 (02:0) | Schweiz    | A | Bern              |                       |                              |
| 08 | 4. Juli 1927  | 04:10 (01:5) | Österreich | * | Prag              |                       | 1. Niederlage                |
| 09 | 25. Sep. 1927 | 06:08 (00:5) | Österreich | H | Halle (Saale)     |                       |                              |
| 10 | 12. Mai 1928  | 05:11 (04:6) | Österreich | A | Wien              |                       |                              |
| 11 | 21. Juli 1929 | 17:02        | Österreich | H | Nürnberg          |                       |                              |
| 12 | 25. Mai 1930  | 07:04 (06:2) | Österreich | H | Magdeburg         |                       |                              |
| 13 | 29. Juni 1930 | 17:02 (13:0) | Belgien    | H | Hamburg           |                       |                              |
| 14 | 5. Juli 1930  | 08:05 (03:3) | Österreich | * | Aussig            |                       |                              |
| 15 | 20. Juli 1930 | 06:03 (02:1) | Schweiz    | H | München           |                       |                              |
| 16 | 15. Aug. 1930 | 18:01 (09:0) | Belgien    | A | Lüttich           |                       |                              |
| 17 | 21. Juni 1931 | 17:04 (06:2) | Schweiz    | A | Zürich            |                       |                              |
| 18 | 23. Juli 1931 | 19:01 (10:0) | Polen      | * | Wien              | AO-Gruppenrunde       |                              |
| 19 | 24. Juli 1931 | 20:02 (14:0) | Schweiz    | * | Wien              | AO-Freundschaftsspiel |                              |
| 20 | 25. Juli 1931 | 22:03 (11:1) | Ungarn     | * | Wien              | AO-Gruppenrunde       |                              |
| 21 | 26. Juli 1931 | 09:10 (06:6) | Österreich | A | Wien              | AO-Finale             |                              |
| 22 | 5. Juni 1932  | 10:05 (05:3) | Schweiz    | H | Hannover          |                       |                              |
| Der Arbeiter-Turn- und Sportbund wurde im Mai 1933 verboten, daher wurden die geplanten Länderspiele gegen AUT, SUI, BEL und NED abgesagt. |               |              |            |   |                   |                       |                              |

## Statistik
| Land       | Sp. | S  | U | N | Tore   | Diff. |
| ---------- | --- | -- | - | - | ------ | ----- |
| Belgien    | 3   | 3  | 0 | 0 | 47:05  | +42   |
| Österreich | 8   | 4  | 0 | 4 | 63:52  | +11   |
| Polen      | 2   | 2  | 0 | 0 | 33:01  | +32   |
| Schweiz    | 8   | 8  | 0 | 0 | 98:26  | +72   |
| Ungarn     | 1   | 1  | 0 | 0 | 22:03  | +19   |
| Gesamt     | 22  | 18 | 0 | 4 | 263:87 | +176  |